# 新沃兹涅谢诺夫卡
新沃兹涅谢诺夫卡是吉尔吉斯斯坦伊塞克湖州阿克苏区下辖的一个村。根据2009年吉尔吉斯共和国人口普查，全村人口为3,092人。